# 川崎橋 (仙台市)
川崎橋（かわさきはし）は、日本の宮城県仙台市青葉区にある橋で、広瀬川に架かり、仙台市道戸崎線を通す。ニッカ橋ができた1968年まで、国道48号（作並街道）から対岸の新川地区に通じるためには最も重要な橋であった。

## 概要
橋の名は、左岸にある川崎という地名による。かつて名取郡と宮城郡の郡界には、広瀬川と名取川の分水嶺を通るところと、広瀬川まで名取郡が張り出してくるところがあった。川崎橋があるところは、両岸とも宮城郡作並村（後に広瀬村の一部）に属するが、すぐそばを流れる支流新川川を越えたところは名取郡新川村（後に秋保村の一部）に属した。橋の便益をもっとも良く受けるのは秋保村新川地区の住民なのに、橋を管理するのは広瀬村であって、新川地区住民の要望が通りにくい状況があった。
新川地区は、広瀬村と大沢村が合併したとき、秋保村から分離して新しい宮城村に属した。宮城町は1964年（昭和39年）に川崎橋を210万円で架け替えた。長さ22.5メートル、幅4メートルのコンクリート橋である。それ以前の橋は木造で、長さ22.3メートル、幅4.95メートルであったらしい。
しかしその後、ニッカウヰスキーが川崎橋の右岸に新工場を建設することになったため、宮城町は場所をずらしてもっと立派な橋を作ることにした。それが幅8メートルで1968年（昭和43年）に竣工したニッカ橋である。これによって川崎橋の役割は事実上終わった。工場に通じてはいるが、使用されていない。